# Centropomus undecimalis
Il luccio sottile di mare (Centropomus undecimalis (Lacepede 1802)) è un pesce d'acqua marina, salmastra e dolce della famiglia Centropomidae.

## Distribuzione e habitat
Come gli altri centropomidi, C, undecimalis è originario delle acque costiere americane atlantiche (tra la Carolina del Sud ed il Brasile meridionale), del mar dei Caraibi e delle Antille.

È tipica una certa eurialinità che porta queste specie a frequentare le acque di foci e lagune.

## Descrizione
Presenta un corpo allungato e fortemente idrodinamico; caratteristico è il profilo della testa che è concavo dando al pesce un profilo appiattito. La linea laterale continua sulla pinna caudale come negli scienidi. Le pinne dorsali sono due, più o meno distanziate l'una dall'altra, la prima porta raggi 7 o 8 spinosi, la seconda 1 spinoso ed il resto molli. La pinna anale porta 3 raggi spinosi e per il resto è molle. La pinna caudale può avere il bordo arrotondato, troncato o forcuto, secondo lo stile di vita della specie.

La colorazione è argentea con la linea laterale scura ben visibile.

Raggiunge una lunghezza massima di 140 cm.

## Alimentazione
predatori, si ciba di crostacei e pesci.

## Pesca
É preda apprezzata dai pescatori sportivi ma anche della pesca commerciale. Allevata anche in acquacoltura.